# Porozumienie Demokratyczne (Bułgaria)
Porozumienie Demokratyczne (bułg. Демократически сговор) – bułgarska partia polityczna istniejąca w latach 1923–1934, powstała przez połączenie Porozumienia Narodowego, Partii Demokratycznej, Zjednoczonej Partii Narodowo-Postępowej i Partii Radykalno-Demokratycznej. Między 1923 i 1931 Porozumienie Demokratyczne sprawowało rządy w Carstwie Bułgarii.

## Powstanie Porozumienia Demokratycznego
Zamach stanu przeprowadzony 9 czerwca 1923 doprowadził do odsunięcia od władzy działaczy Bułgarskiego Ludowego Związku Chłopskiego i przejęcia rządów przez Porozumienie Narodowe i Związek Wojskowy. Tego samego dnia utworzono nowy gabinet, na czele którego stanął Aleksandyr Cankow. W obliczu zagrożenia ze strony ludowców dążących do odzyskania władzy i komunistów zmierzających, zgodnie z wytycznymi Kominternu, do rewolucji, rząd Cankowa potrzebował silnego zaplecza politycznego. Do jego budowy zaproszono działaczy Bloku Konstytucyjnego – koalicji tworzonej przez Partii Demokratyczną, Zjednoczoną Partię Narodowo-Postępową i Partię Radykalno-Demokratyczną. Liderzy Bloku, który przed zamachem stanu był jedną z głównych sił opozycyjnych wobec rządu ludowców, poparli pomysł. 19 lipca 1923 koalicja dokonała samorozwiązania, po czym pięć dni później Partia Demokratyczna i Partia Radykalno-Demokratyczna utworzyły Związek Demokratyczny. Ten ostatni 10 sierpnia 1923 zjednoczył się z Porozumieniem Narodowym i Zjednoczoną Partią Narodowo-Postępową tworząc Porozumienie Demokratyczne.
Liderem nowej partii został premier Aleksandyr Cankow. Rolę kierowniczą pełniło Biuro Centralne. 15 sierpnia 1923 zdecydowano o powołaniu Rady Zarządzającej, w skład której wchodziło 26 członków ugrupowania, oraz Komitetu Wykonawczego złożonego z 8 członków. W końcu grudnia sformowała się także 70-osobowa Najwyższa Rada Partyjna, na czele której stanął przewodniczący grupy parlamentarnej Porozumienia Demokratycznego, Andrej Liapczew. Od 1 października partia wydawała własny organ prasowy - gazetę „Porozumienie Demokratyczne” (bułg. Демократически сговор).

## Tarcia i konflikty w partii w latach 1923–1931
Polityka sprawowana przez gabinet Cankowa, polegająca m.in. na represjonowaniu ludowców i komunistów oraz tłumieniu ich buntów za pomocą armii i organizacji paramilitarnych, spotkała się z przeciwem ze strony części działaczy wywodzących się z Partii Demokratycznej. W kwietniu 1924 demokraci skupieni wokół byłego premiera, Aleksandyra Malinowa, opuścili Porozumienie Demokratyczne i wznowili działalność swego poprzedniego ugrupowania, tym razem w opozycji wobec rządu. Podobnie postąpiła część działaczy Partii Radykalno-Demokratycznej na czele ze Stojanem Kosturkowem, tworząc w 1926 opozycyjną Partię Radykalną.
Zróżnicowany skład polityczny Porozumienia Demokratycznego doprowadził do powstania wewnątrz partii trzech frakcji: 
- radykalnej, na czele z Aleksandyrem Cankowem, w której dominowali członkowie byłego Porozumienia Narodowego,
- umiarkowanej, w której główną rolę odgrywał Atanas Burow z byłej Zjednoczonej Partii Narodowo-Postępowej,
- umiarkowanej, reprezentującej większość demokratów, na czele których stał Andrej Liapczew.

Między poszczególnymi frakcjami wielokrotnie dochodziło do tarć, a nawet otwartych konfliktów, których przedmiotem był zwykle podział władzy i obsada stanowisk ministerialnych. W styczniu 1926, pod wpływem nacisków ze strony umiarkowanych działaczy Porozumienia Demokratycznego, Aleksandyr Cankow podał się do dymisji. Stanowisko premiera oraz lidera partii objął Andrej Liapczew.

## Rządy Porozumienia Demokratycznego
Rządy partii przypadły na okres powojennego kryzysu w Carstwie Bułgarii. Na mocy traktatu pokojowego z Neuilly-sur-Seine z 1919 kraj utracił 11% terytorium oraz zmuszony był zapłacić kontrybucje swoim sąsiadom. Wskutek klęski znacznie spadła produkcja. Problemów przysparzała także rzesza uchodźców z ziem utraconych oraz mniejszości narodowe.
Pod rządami Porozumienia Demokratycznego gospodarka narodowa Bułgarii zdołała stopniowo przezwyciężyć powojenny kryzys. Gabinet Cankowa doprowadził do umocnienia krajowej waluty i ożywienia produkcji dzięki skutecznej polityce protekcjonizmu. W celu złagodzenia problemów socjalnych, rząd utworzył fundusz bezrobocia i system odszkodowań z tytułu wypadków przy pracy i chorób zawodowych, wdrożył kodeks prawa pracy i udostępnił kredyty na rzecz walki z problemami żywnościowymi i mieszkaniowymi. Sukcesy gospodarcze zbiegły się z eskalacją przemocy w kraju. Przy pomocy armii, policji i organizacji paramilitarnych rząd krwawo tłumił wszelkie bunty komunistów, ludowców i anarchistów. Z tego powodu reżim Cankowa popadł w częściową izolację na arenie międzynarodowej. Pod wpływem nacisków z zewnątrz oraz wewnątrzpartyjnych sporów, na początku stycznia 1926 umiarkowane frakcje Porozumienia Demokratycznego doprowadziły do dymisji gabinetu. Nowym premierem został Andrej Liapczew, który prowadził łagodniejszą politykę od swego poprzednika. Pod rządami Liapczewa kraj wszedł na drogę demokratyzacji. Jej przejawem było odzyskanie przez parlament wpływu na politykę państwa, uzyskanie przez opozycję dostępu do łamów prasy, a także uchwalenie w 1926 amnestii. Przemiany zostały pozytywnie ocenione przez państwa Europy Zachodniej, dzięki czemu Carstwo Bułgarii uzyskało dostęp do kredytów, które pomogły rozwiązać problem uchodźców oraz ustabilizować gospodarkę narodową. Polityka gabinetu Liapczewa nosiła cechy liberalizmu ekonomicznego, dzięki czemu Bułgaria wyprzedziła swoich sąsiadów pod względem tempa rozwoju gospodarczego. Wielki kryzys w latach 1929-1933 pogorszył sytuację ekonomiczną kraju, co doprowadziło do spadku zaufania społeczeństwa do Porozumienia Demokratycznego. W efekcie partia przegrała wybory parlamentarne w 1931 i władzę objął Blok Narodowy.

## Rozpad Porozumienia Demokratycznego
W 1931 Porozumienie Demokratyczne przegrało wybory do Zgromadzenia Narodowego i utraciło władzę w państwie. Rok później, podczas zjazdu partyjnego przeprowadzonego w dniach 14–16 maja, ugrupowanie rozpadło się. Zwolennicy Aleksandyra Cankowa zwołali odrębne zebranie, na którym położyli podwaliny pod przyszły Narodowy Ruch Socjalny o charakterze faszystowskim. Pozostali delegaci, skupieni wokół Burowa i Liapczewa, zdecydowali o kontynuowaniu działalności Porozumienia Demokratycznego i powołali nowe Biuro Centralne. Po zamachu stanu z 19 maja 1934 członkowie partii zdecydowali się poprzeć nowy rząd, na czele którego stanął Kimon Georgiew z Koła Politycznego „Zweno”. Niecały miesiąc później, 14 czerwca 1934, gabinet Georgijewa wydał rozporządzenie o delegalizacji wszystkich partii i ugrupowań politycznych w kraju i Porozumienie Demokratyczne przestało istnieć.